# Codonopsis cardiophylla
Codonopsis cardiophylla là loài thực vật có hoa trong họ Hoa chuông. Loài này được Diels ex Kom. mô tả khoa học đầu tiên năm 1908.